# Giải quần vợt Wimbledon 1890 - Đơn nữ
Lena Rice đánh bại May Jacks 6–4, 6–1 trong All Comers' Final để giành chức vô địch Đơn nữ tại Giải quần vợt Wimbledon 1889. Đương kim vô địch Blanche Hillyard không bảo vệ danh hiệu. Despite previous draws there were only four competitors in the tournament, the smallest entry ever for any competition at Wimbledon.

## Kết quả

### Từ viết tắt
| - Q = Vòng loại - WC = Đặc cách - LL = Thua cuộc may mắn - Alt = Thay thế - SE = Miễn đặc biệt | - PR = Bảo toàn thứ hạng - w/o = Thắng nhờ đối thủ rút lui trước trận đấu - r = Bỏ cuộc giữa trận đấu - d = Bị xử thua - SR = Xếp hạng đặc biệt |

### All Comers'
|  | Bán kết       | Bán kết       | Bán kết   | Bán kết   | Bán kết |           |           | Chung kết | Chung kết | Chung kết | Chung kết | Chung kết |  |
|  |               |               |           |           |         |           |           |           |           |           |           |           |  |
|  | May Jacks     | May Jacks     | 6         | 7         |         |           |           |           |           |           |           |           |  |
|  | May Jacks     | May Jacks     | 6         | 7         |         |           |           |           |           |           |           |           |  |
|  | Edith Cole    | Edith Cole    | 4         | 5         |         |           |           |           |           |           |           |           |  |
|  | Edith Cole    | Edith Cole    | 4         | 5         |         | Lena Rice | Lena Rice | 6         | 6         |           |           |           |  |
|  |               |               |           |           |         | Lena Rice | Lena Rice | 6         | 6         |           |           |           |  |
|  |               |               | May Jacks | May Jacks | 4       | 1         |           |           |           |           |           |           |  |
|  | Lena Rice     | Lena Rice     | May Jacks | May Jacks | 4       | 1         | 7         | 6         |           |           |           |           |  |
|  | Lena Rice     | Lena Rice     |           |           |         |           |           |           |           |           |           |           |  |
|  | Mary Steedman | Mary Steedman | 5         | 2         |         |           |           |           |           |           |           |           |  |